# John Coyle (Leichtathlet)
John Coyle (* 12. Juli 1941) ist ein ehemaliger australischer Hindernis- und Langstreckenläufer.

## Karriere
Bei den British Empire and Commonwealth Games 1962 in Perth wurde Coyle Siebter über 3000 m Hindernis.
1964 siegte er beim Victorian Marathon Club Marathon.
1969 gewann er bei den Pacific Conference Games Silber über 5000 m.

## Persönliche Bestzeiten
- 5000 m: 13:37,2 min, 18. Januar 1966, Geelong
- 10.000 m: 29:37 min, 21. Dezember 1970, Melbourne
- Marathon: 2:26:05 h, 6. Juni 1964, Mentone